# Kruszyna (condado de Garwolin)
Kruszyna es un pueblo de Polonia, en Mazovia. Se encuentra en el distrito (Gmina) de Trojanów, perteneciente al condado (Powiat) de Garwolin. Se encuentra aproximadamente a 28 km al sur de Garwolin, y a 78 km al sureste de Varsovia. Su población es de 140 habitantes.
Entre 1975 y 1998 perteneció al voivodato de Siedlce.